# 胡鑫
胡鑫，男，1966年生。自号金源斋，宜金斋主人。现为中国书法家协会会员，吉林省书法家协会会员，吉林省书法教育专业委员会理事，吉林市书法家协会副秘书长、桦甸市青年书法家协会主席，桦甸市首批、二批 “拔尖人才”，桦甸市第十届、十一届、十二届政协委员。桦甸市政协书画院副院长。